# Tubarão-de-focinho-pontudo
O tubarão-de-focinho-pontudo (Carcharhinus macloti) é uma espécie de tubarão pertencente à família Carcharhinidae, assim chamado devido às cartilagens altamente calcificadas em seu focinho. Um tubarão pequeno, de coloração bronzeada, atinge até 1,1 metro de comprimento, com corpo esguio e focinho longo e pontudo. Suas duas barbatanas dorsais, de tamanho modesto, possuem extremidades posteriores distintamente alongadas. O tubarão-de-focinho-pontudo é amplamente distribuído no oeste do Indo-Pacífico, desde o Quênia até o sul da China e o norte da Austrália. Habita águas quentes e rasas próximas à costa.
Comum e gregário, o tubarão-de-focinho-pontudo é um predador de peixes ósseos, cefalópodes e crustáceos. Esta espécie é vivípara, com os embriões em desenvolvimento sustentados até o nascimento por uma conexão placentária com a mãe. As fêmeas possuem um ciclo reprodutivo bienal e dão à luz ninhadas de um ou dois filhotes após um período de gestação de doze meses. O tubarão-de-focinho-pontudo é pescado para consumo de sua carne em toda a sua distribuição e, devido à sua baixa taxa reprodutiva, a União Internacional para a Conservação da Natureza (IUCN) o classificou como quase ameaçado.

## Taxonomia

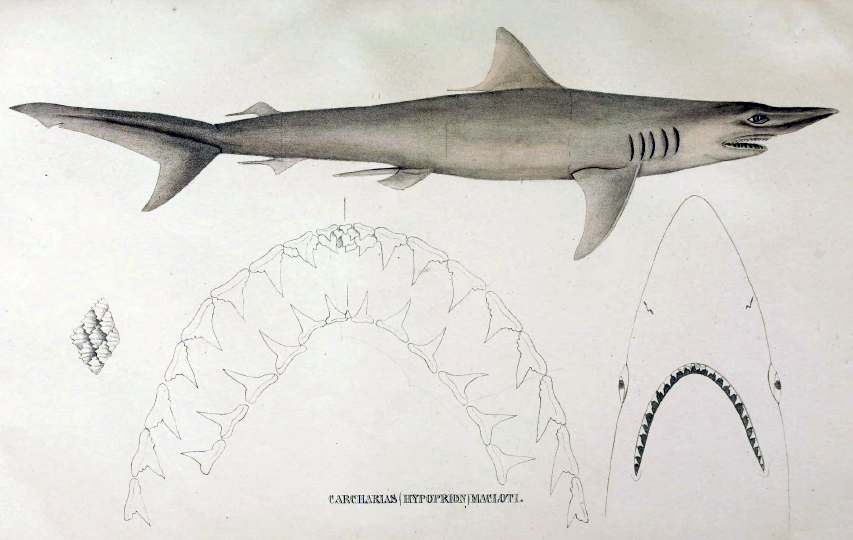
A ilustração que acompanhou a descrição de Müller e Henle.

O tubarão-de-focinho-pontudo foi descrito pelos biólogos alemães Johannes Müller e Jakob Henle em sua obra de 1839, Systematische Beschreibung der Plagiostomen. Eles o nomearam Carcharias (Hypoprion) macloti em homenagem a Heinrich Christian Macklot, que coletou o especíme-tipo em Nova Guiné. Em 1862, o ictiologista americano Theodore Gill elevou Hypoprion ao status de gênero completo, com C. macloti como a espécie-tipo. Em 1985, Jack Garrick [en] considerou Hypoprion e Carcharhinus como sinônimos. Esta espécie também pode ser chamada de tubarão-de-Maclot.

## Filogenia e evolução
As relações evolutivas do tubarão-de-focinho-pontudo ainda não foram completamente esclarecidas. Em um estudo de 1988 baseado em morfologia, Leonard Compagno [en] agrupou provisoriamente o tubarão-de-focinho-pontudo com o Carcharhinus borneensis, o tubarão-de-bochecha-branca [en] (C. dussumieri), o  tubarão-cinzento-do-golfo (C. hemiodon), o C. fitzroyensis, o cação-azeiteiro (C. porosus), o marracho-marcado [en] (C. sealei) e o marracho-rabo-manchado [en] (C. sorrah). Análises filogenéticas moleculares produziram resultados inconsistentes, com algumas corroborando partes da hipótese de Compagno: um estudo de 1992 não conseguiu resolver a posição do tubarão-de-focinho-pontudo em detalhes, outro de 2011 indicou que ele está próximo ao clado formado pelos tubarões-de-bochecha-branca e marrachos-manchados, e um estudo de 2012 concluiu que ele é a espécie-irmã do C. borneensis.
Dentes aparentemente pertencentes ao tubarão-de-focinho-pontudo foram encontrados nas formações Pungo River e Yorktown, nos Estados Unidos, e na Formação Pirabas, no Brasil. Os fósseis mais antigos datam do Mioceno Inferior (23–16 milhões de anos atrás).

## Descrição

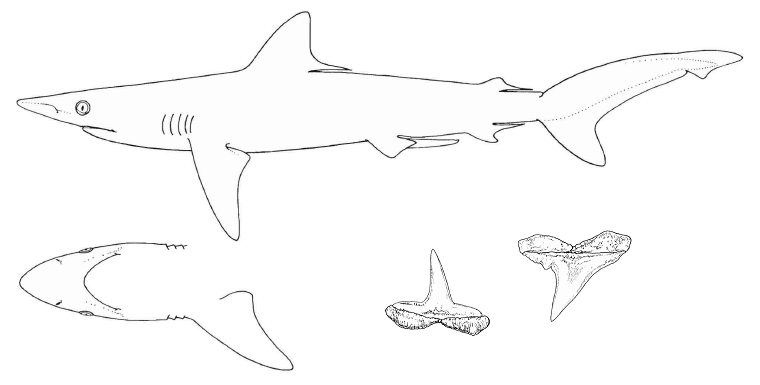
O tubarão-de-focinho-pontudo é esguio, com focinho longo e extremidades posteriores alongadas nas barbatanas dorsais.

O tubarão-de-focinho-pontudo é uma espécie de corpo esguio, com focinho longo, estreito e pontudo. Diferentemente de outras espécies de Carcharhinus, suas cartilagens rostrais (focinho) são altamente calcificadas, o que explica o nome "focinho-pontudo". Seus olhos circulares são relativamente grandes e possuem membranas nictitantes protetoras. Há uma estreita prega de pele na borda anterior de cada narina. A boca arqueada apresenta sulcos discretos nos cantos; algumas fontes relatam que os poros hiomandibulares (uma série de poros acima dos cantos da boca) são aumentados, enquanto outras afirmam que não são. Os dentes superiores, em 29–32 fileiras, têm uma cúspide central estreita e de borda lisa, com serrilhas muito grossas na base de cada lado. Os dentes inferiores, em 26–29 fileiras, são estreitos e de borda lisa. Há cinco pares de fendas branquiais relativamente curtas.
As barbatanas peitorais são relativamente curtas, pontudas e em forma de foice. A primeira barbatana dorsal é de tamanho médio e triangular, originando-se aproximadamente sobre as extremidades posteriores livres das barbatanas peitorais. A segunda barbatana dorsal é pequena e baixa, originando-se sobre a metade da base da barbatana anal. Ambas as barbatanas dorsais têm extremidades posteriores muito longas, e há uma sutil crista mediana entre elas. Uma notável incisura está presente no pedúnculo caudal na origem dorsal da barbatana caudal. A barbatana caudal possui um lobo inferior bem desenvolvido e um lobo superior mais longo, com uma incisura ventral próxima à ponta. A pele é coberta por dentículos dérmicos ovais e sobrepostos; cada dentículo dérmico possui três cristas horizontais que levam a dentículos marginais. A coloração é bronzeada na parte superior e branca na inferior, com uma faixa pálida pouco perceptível nos flancos. As barbatanas peitorais, pélvicas e anal por vezes têm margens mais claras, enquanto a primeira barbatana dorsal e o lobo superior da barbatana caudal podem ter margens mais escuras. O tubarão-de-focinho-pontudo atinge 1,1 metro de comprimento.

## Distribuição e habitat
O tubarão-de-focinho-pontudo é comum e amplamente distribuído no oeste do Indo-Pacífico tropical. É encontrado do Quênia a Myanmar no Oceano Índico, incluindo Sri Lanka e as Ilhas Andamão. No Oceano Pacífico, ocorre do Vietnã a Taiwan e sul do Japão, na Indonésia, e ao largo da Nova Guiné e norte da Austrália. Geralmente é encontrado em águas rasas próximas à costa, mas foi registrado a uma profundidade de 170 metros. Dados de marcação mostram que este tubarão tende a não realizar movimentos de longa distância, com 30% dos indivíduos recapturados tendo se deslocado menos de 50 km desde o local de marcação inicial. A maior distância conhecida percorrida por um indivíduo é de 711 km.

## Biologia e ecologia
O tubarão-de-focinho-pontudo forma grandes grupos, frequentemente associando-se ao marracho-rabo-manchado e ao tubarão-da-barreira-de-coral (C. tilstoni). Machos e fêmeas geralmente se movimentam separadamente. Peixes ósseos constituem a principal parte de sua dieta, com cefalópodes e crustáceos complementando o restante. Parasitas desta espécie incluem o nematódeo Acanthocheilus rotundatus e o cestódeo Otobothrium carcharidis. O tubarão-de-focinho-pontudo é vivíparo; como em outros tubarões da família Carcharhinidae, após os embriões esgotarem sua reserva de vitelo, o saco vitelino vazio se desenvolve em uma conexão placentária por meio da qual a mãe fornece nutrição. As fêmeas dão à luz a cada dois anos, gerando um ou dois filhotes após um período de gestação de doze meses. Os recém-nascidos medem entre 45 e 55 cm de comprimento, e a maturidade sexual é atingida com 70–75 cm de comprimento. A expectativa máxima de vida é de pelo menos 15–20 anos.

## Interações com humanos
Inofensivo para humanos, o tubarão-de-focinho-pontudo é capturado com redes de emalhar e equipamentos de linha por pesca artesanal e pesca comercial em grande parte de sua distribuição. É utilizado para consumo de sua carne, que é vendida fresca ou seca e salgada, embora seu pequeno tamanho limite sua importância econômica. Sua baixa taxa reprodutiva pode torná-lo suscetível à sobrepesca, e, considerando os níveis atuais de exploração, a União Internacional para a Conservação da Natureza (IUCN) o classificou como quase ameaçado. No norte da Austrália, o tubarão-de-focinho-pontudo representa 13,6% das capturas com redes de emalhar e 4,0% das capturas com palangres. Como essas perdas não parecem ter reduzido sua população na região, a IUCN atribuiu a ele uma avaliação regional de espécie pouco preocupante.